# Ellen Oléria
Ellen Oléria (Brasília, 12 de novembre del 1982) és una cantautora, música i actriu feminista LGBT brasilera.

## Carrera
Ellen nasqué a Brasília, però va criar-se a Chaparral (regió de Taguatinga). Inicialment estava més interessada a tocar la guitarra. Cantava en el cor de l'església, per influència dels pares. Començà com a cantant als 16 anys. Entre 2002 i 2007, estudià arts escèniques en la Universitat de Brasília.
En les seues cançons barreja bossa nova, funk, hip-hop, música popular brasilera, samba i soul. Va participar en els xous de diversos artistes, com ara Chico César, Ney Matogrosso, Margareth Menezes, Lenine, Paulinho Moska, Milton Nascimento, Sandra de Sá (amb qui compartí escenari en la commemoració de l'aniversari dels 50 anys de Brasília).
Participa en el DVD commemoratiu dels 25 anys de carrera del raper GOG, Cartão postal bomba!, i en l'àlbum Aviso às gerações amb la cançó «Carta à Mãe Àfrica». Participà també en el CD Tomo um do oráculo universal das constantes inconstâncias pessoais do pessoal, del grup Radio Casual.
| «                                   | Cante l'univers d'una negra, lèsbica, criada a Chaparral, regió entre Taguatinga i Ceilândia. | » |
| — Ellen Oléria, Correio Braziliense |                                                                                               |   |

## Acompanyament
Des del 2005, Ellen Oléria sol cantar amb la banda Pret.utu: Pedro Martins (guitarra elèctrica i acústica), Felipe Viegas (teclats), Paula Zimbres (contrabaix), Léo Barbosa (percussió) i Célio Maciel (bateria).
Ellen Oléria canta també junt a la Banda Soatá, un grup de rock alternatiu i carimbó, creat el 2007, amb integrants de Brasília i de Pará provinents de la banda Epadu.

## The Voice Brasil
El 2012 va guanyar en la primera temporada del xou musical The Voice Brasil del canal TV Globo. En la primera prova, va cantar la cançó Zumbi, de Jorge Ben Jor. L'aplaudiren dempeus els quatre jurats del programa i la triaren tots quatre. Entrà en el grup de Carlinhos Brown «per un vincle estètic i poètic».

## Discografia

### Àlbums d'estudi
- 2009: Peça
- 2013: Ellen Oléria
- 2016: Afrofuturista

### Àlbums en viu
- 2013: Ellen Oléria e Pret.utu - Ao vivo no garagem.

## Premis
| Any  | Premi                                      | Categoria                                                                              |
| ---- | ------------------------------------------ | -------------------------------------------------------------------------------------- |
| 2003 | Festival Intern de Música Candanga (FINCA) | Millor intèrpret: Senzala (A feira da Ceilândia)                                       |
| 2004 | Festival e Música dos Correios             | Millor intèrpret: Exceções Millor cançó: Exceções                                      |
| 2005 | Prêmio SESC de Música Tom Jobim            | Millor intèrpret: Notícia brasileira                                                   |
| 2006 | Festival Intern de Música Candanga (FINCA) | Millor música: Pedro - Falando com o reflexo                                           |
| 2006 | Festival e Música dos Correios             | Millor intèrpret: Presente mais-que-perfeito Millor música: Presente mais-que-perfeito |
| 2006 | Prêmio SESC de Música Tom Jobim            | Millor música: Mandala                                                                 |
| 2008 | Prêmio SESC de Música Tom Jobim            | Millor música: Júri popular                                                            |